# Гаврилівка (Хмельницький район)
Гаври́лівка — село в Україні, у Теофіпольській селищній громаді Хмельницького району Хмельницької області.
Розташоване на північному заході району, за 12 км від Теофіполя.

## Сучасність
Староста — Бишук Людмила Іванівна.
У селі працює будинок культури, клуб, бібліотека, церква св. ап. Іоанна Богослова (настоятель пртр. Іоанн (Чупіль Іван Володимирович.

## Географія
Селом протікає річка Лежань, права притока Жерді.

## Історія

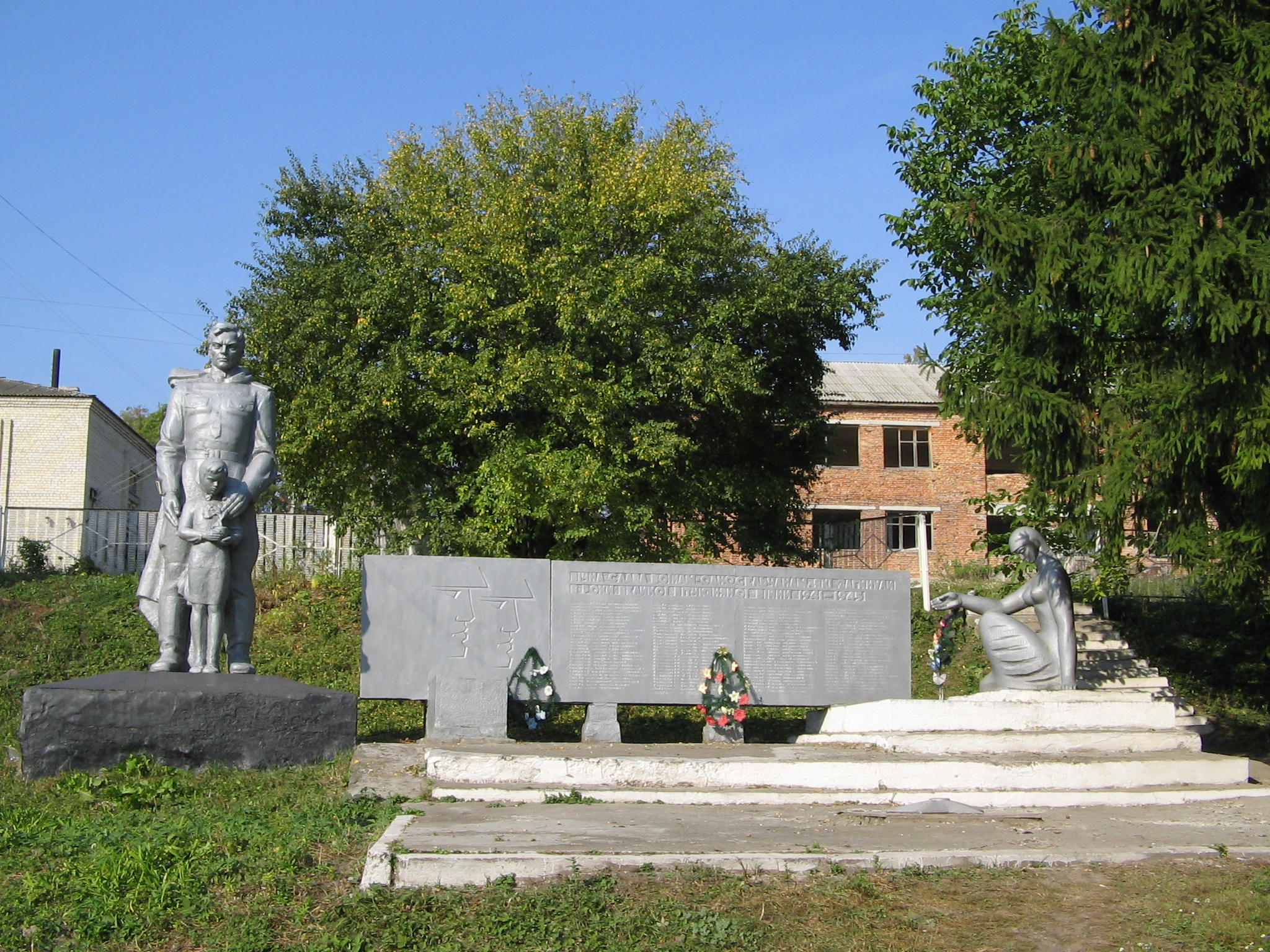
Пам'ятний знак на честь воїнів-односельчан

Вперше Гаврилівка згадується в документі Центрального державного історичного архіву міста Києва у фонді Кременецького повітового Бродського суду від 5 квітня 1571 року під назвою Волиця Габріелівка.
Земля, на якій засноване село, належала поміщикам Ярмолинським, а потім Чолганським. Ярмолинські померли, коли їхній єдиній дочці Марії було два роки. Опікуном малолітньої Марії Василівни Ярмолинської і розпорядником її спадкоємних маєтків стала її рідна тітка Марія Гаврилівна Лєшницька, у шлюбі Пузина. Марія Гаврилівна за період опікунства розпродала багато спадкоємних земель Марії Василівни Ярмолинської. Західну частину земель маєтку захопили магнати князі Збаразькі, а південно-східну — магнати князі Острозькі. На цих захоплених у Ярмолинських землях вони заснували цілий ряд сіл.
Князі Збаразькі на захоплених землях заснували села: Волицю Габріелівку, Гальчинці, Медисівку, Остру Руду (зникле село) та інші. Князь Костянтин Острозький заснував містечко Базалію, села Малий Лазучин, Василівку, Борщівку та інші.
У 1583 році село належало Владиславу Збаразькому, а в 1629 році Криштоф Збаразький платив податокз цього села за 8 димів. До 1747 року Габріелівка відносилася до Ожигівського, а з 1748 року — до Гальчинецького ключа (адімістративно-поміщицька одиниця) Кременецького повіту.
Після князів Збаразьких з 1631 року по 1744 рік Габріелівкою володіли князі Вишневецькі. Коли згас їхній рід, село успадкував Я. В. Мнішек. В 1755 році Габріелівку придбав стольник брацлавський Самуїл Груя. Поміщики Груї володіли цим маєтком аж до радянських часів.
З другої половини 60-х років 19 століття село Габріелівку стали називати Гаврилівкою.

### Воєнно-політичні події
Перша Світова війна погіршила життя селян, село знаходилося в прифронтовій зоні, багато чоловіків забрали до війська, решта працювали на будівництві оборонних укріплень.
7 (20) листопада 1917 року, відповідно до.Третього Універсалу Української Центральної Ради, увійшло до складу Української Народної Республіки.
У 1917 році  було розподілено землю поміщиків.
Наприкінці лютого 1918 року Гаврилівку було звільнено від більшовиків. У кінці листопада більшовики знову захопили село.
31 травня 1919 року в Гаврилівку вступили війська УНР, у жовтні — польські інтервенти.
У 1920 в село окупували червоноармійці і остаточно встановили свою владу.
12 червня 2020 року, відповідно до розпорядження Кабінету Міністрів України № 727-р «Про визначення адміністративних центрів та затвердження територій територіальних громад Хмельницької області», увійшло до складу Теофіпольської селищної громади.
19 липня 2020 року, в результаті адміністративно-територіальної реформи та ліквідації Теофіпольського району, село увійшло до складу Хмельницького району.

## Населення

### Мова
Розподіл населення за рідною мовою за даними :
| Мова       | Кількість | Відсоток |
| ---------- | --------- | -------- |
| українська | 689       | 98.85%   |
| вірменська | 7         | 1.00%    |
| російська  | 1         | 0.15%    |
| Усього     | 697       | 100%     |

## Освіта
У 1876 році у селі відкрилася церковно-парафіяльна школа, а з 1903 року на її базі почало діяти однокласне училище. 1913 року в училищі навчався 51 учень і працював один учитель.
У 1921 році в селі відкрилася чотирирічна трудова школа, якій передали поміщицький сад і церковну садибу. У 1926 році в ній працювало 2 учителі та навчалося 106 учнів. При школі працював пункт ліквідації неписьменності.
З 1931 року в селі діяла неповна середня, а з 1939 — середня школа, у перший рік у ній працювало 11 учителів, які навчали 315 учнів. У 1940 році було збудовано двоповерхову школу, приміщення якої згоріло під час війни. У 1952 році школу було відбудовано, до того у селі працювала спершу початкова, а потім — семирічна школа.
У 1980 році школу відвідувало 286 учнів та працювало 27 учителів.
До 2020 року сільським головою був Гандовський Василь Володимирович.